# Austrosetia
Austrosetia is een geslacht van vlinders uit de familie wespvlinders (Sesiidae), onderfamilie Sesiinae.
Austrosetia is voor het eerst wetenschappelijk beschreven door Felder in 1874. De typesoort is Austrosetia semirufa.

## Soort
Austrosetia omvat de volgende soort:
- Austrosetia semirufa Felder, 1874